# Tunnel ferroviaire du Lioran
Pour les articles homonymes, voir Tunnels du Lioran.
Le tunnel ferroviaire du Lioran est un tunnel français, propriété de RFF, situé sur le territoire des communes de Saint-Jacques-des-Blats et de Laveissière dans le département du Cantal en région Auvergne.

## Histoire
Le tunnel ferroviaire, situé sur la ligne de Figeac à Arvant, a été construit d'avril 1865 à mai 1868, sous la direction de l'ingénieur Wilhelm Nördling. Sa construction a fait 2 morts (plus un autre mort assassiné) et 140 blessés par accident.
Il a été percé à partir des 2 extrémités et par 4 puits d'extraction.
L'entrepreneur principal était Jean Tersouly (1817-1892).
Il a été ouvert à l'exploitation le 20 juillet 1868.

## Situation ferroviaire
Ce tunnel est situé au point kilométrique 337,275 de la ligne de Figeac à Arvant.

## Caractéristiques
C'est un tunnel à voie unique en alignement de 1 959 m de longueur établi en rampe continue de 24 ‰ depuis son portail d'entrée côté Figeac à 1 105,5 mètres d'altitude jusqu'à son portail de sortie côté Arvant à 1 151,5 mètres d'altitude. Il passe à environ 25 m sous le tunnel routier.
La voûte est constituée de moellons en granit assisés de 0,60 mètre d'épaisseur. Les piédroits sont constitués de moellons mosaïque d'une épaisseur minimale de 0,60 mètre. La largeur de l'ouvrage au niveau des naissances est de 5 mètres.
Il comporte 3 puits d'aération distincts des puits d'extraction.